# Desa Karangsalam (administrativ by i Indonesien, lat -7,31, long 109,24)
Desa Karangsalam är en administrativ by i Indonesien.   Den ligger i provinsen Jawa Tengah, i den västra delen av landet, 290 km öster om huvudstaden Jakarta.